# Фехтование на летних Олимпийских играх 1904
Соревнования по фехтованию на летних Олимпийских играх 1904 прошли 7 и 8 сентября. Всего участвовали 11 спортсменов из трёх стран. В программу были впервые включены командные состязания на рапирах и состязания на палках, правда последние были затем навсегда отменены. Профессионалы больше не могли соревноваться.
Альбертсон Ван Зо Пост и Чарльз Тэтхем иногда рассматриваются как кубинские спортсмены, однако МОК признает сейчас их как представителей США.

## Медали

### Общий медальный зачёт
(Жирным выделено самое большое количество медалей в своей категории; принимающая страна также выделена)
| Общее количество медалей |                   |        |         |        |       |
| Место                    | Страна            | Золото | Серебро | Бронза | Всего |
| 1                        | Куба              | 3      | 1       | 0      | 4     |
| 2                        | США               | 1      | 5       | 4      | 10    |
| 3                        | Смешанная команда | 1      | 0       | 0      | 1     |

### Медалисты
| Дисциплина          | Золото                                                                              | Серебро                                            | Бронза                     |
| Рапира              | Рамон Фонст Куба                                                                    | Альбертсон Ван Зо Пост США                         | Чарльз Тэтхем США          |
| Рапира среди команд | Смешанная команда Мануэль Диас (CUB) Альбертсон Ван Зо Пост (USA) Рамон Фонст (CUB) | США · Чарльз Таунсенд · Чарльз Тэтхем · Артур Фокс | —                          |
| Шпага               | Рамон Фонст Куба                                                                    | Чарльз Тэтхем США                                  | Альбертсон Ван Зо Пост США |
| Сабля               | Мануэль Диас Куба                                                                   | Уильям Гриб США                                    | Альбертсон Ван Зо Пост США |
| Палки               | Альбертсон Ван Зо Пост США                                                          | Уильям О’Коннор США                                | Уильям Гриб США            |

## Страны
В соревнованиях приняло участие 11 спортсменов из трёх стран: 

В скобках указано количество спортсменов
- Германия (1)
- Куба (2 или 4)
- США (8 или 6)